# Долго-Маховатка
Долго-Маховатка — село в Семилукском районе Воронежской области России. Входит в состав Новосильского сельского поселения.

## География
Село находится в северо-западной части Воронежской области, в лесостепной зоне, на правом берегу реки Ольшанка, на расстоянии примерно 38 километров (по прямой) к северо-западу от города Семилуки, административного центра района. Абсолютная высота — 174 метра над уровнем моря.
Часовой пояс
Село Долго-Маховатка, как и вся Воронежская область, находится в часовой зоне МСК (московское время). Смещение применяемого времени относительно UTC составляет +3:00.

### Улицы
Уличная сеть села состоит из трёх улиц.

## Население
| 1859 | 2010 |
| ---- | ---- |
| 346  | ↘69  |

Гендерный состав
По данным Всероссийской переписи населения 2010 года в гендерной структуре населения мужчины составляли 47,8 %, женщины — соответственно 52,2 %.
Национальный состав
Согласно результатам переписи 2002 года, в национальной структуре населения русские составляли 100 %.